# 少蕊败酱
少蕊败酱（学名：Patrinia monandra）为忍冬科败酱属的植物。分布在台湾岛以及中国大陆的江西、辽宁、广西、甘肃、湖北、江苏、河南、云南、四川、湖南、陕西、贵州、河北、山东等地，生长于海拔150米至3,100米的地区，见于灌丛中、林下、林缘、山坡草丛、田野溪旁或路边，目前尚未由人工引种栽培。

## 别名
单蕊败酱（中国高等植物图鉴）、介头草（四川峨眉山）、黄凤仙（四川马尔康）、山芥花（河北）

## 异名
- Patrinia formosana Kitamura
- Patrinia monandra C. B. Clarke var. formosana (Kitam.) H. J. Wang